# Александр, Аарон
Аарон Александр (фр. Aaron (Albert) Alexandre; 1766, Хоэнфельд, Бавария — 16 ноября 1850, Париж) — французский шахматист и шахматный композитор.
Родился в Германии в еврейской семье, в возрасте 28 лет (1793) переселился в Париж. Сначала работал преподавателем немецкого языка и изобретателем-ремесленником, затем увлёкся шахматами и стал одним из сильнейших шахматистов Франции. Автор капитальных трудов по шахматам и одного из первых и наиболее полных собраний шахматных композиций (2000 этюдов и задач), отразившего достижения шахматной композиции к середине XIX века.
В 1838 году выиграл в Лондоне матч у Стаунтона.
Играл в шахматном автомате И. Н. Мельцеля.

## Книги
- «Энциклопедия шахмат» (Encyclopedie des echecs), 1837.
- «Сборник лучших шахматных задач» (Collection des plus beaux problemes d’echecs…), 1846.